# Jean Effel
Pour les articles homonymes, voir François Lejeune (homonymie) et Lejeune.
Jean Effel, nom de plume de François Lejeune (d'où F.L.), est un illustrateur et dessinateur de presse français né le 12 février 1908 à Paris 17e et mort le 10 octobre 1982 à Paris 7e.

## Biographie
Fils du marchand Albert Abraham Lejeune (1872-1937) et de Pauline Marie Clairin (1880-1948), fille d'un avocat, elle-même professeure d'allemand, François Lejeune naît le 12 février 1908 dans le 17e arrondissement de Paris. Il a pour frère Michel Lejeune, linguiste et helléniste, et pour soeur la résistante Arlette Lejeune. 
Il étudie l'art, la musique et la philosophie à Paris, séjourne en Angleterre et sert dans les hussards.  
Après avoir échoué à faire carrière en tant que dramaturge ou peintre, il commence à placer ses illustrations dans divers périodiques français. Il devient bientôt l'un des illustrateurs les plus connus de France. En 1937 il est le premier dessinateur salarié de Paris-Soir, auquel il collabore depuis 1932. Il dessine aussi pour L'Intransigeant. Avant 1940, il confie ses dessins à de nombreux journaux humoristiques (Fantasio, Le Rire, L'Os à moelle) et des publications la mouvance de gauche, dont La Lumière, Monde, L'Œuvre, Marianne, Vendredi, Messidor, Le Canard enchaîné, Regards Ce soir, L'Humanité.
Entre novembre 1941 et août 1942 il dessine, avec d'autres satiristes (dont Moisan), pour le journal collaborationniste Le Rouge et le Bleu (sous-titrée Revue de la Pensée socialiste française), créé par Charles Spinasse, ancien ministre socialiste du gouvernement Léon Blum, dans l'espoir de concurrencer Je suis partout. Puis il participe ensuite à Défense de la France, organe résistant.
En 1945, il signe l'appel des intellectuels s'opposant, en vain, à l'exécution de Robert Brasillach, dont il est l'un des amis.
Après guerre, proche du Parti communiste français, il travaille pour de nombreux titres, dans la presse communiste, dont ses titres phares L'Humanité, L'Humanité Dimanche, Les Lettres françaises, ainsi que dans la presse syndicale (La Vie ouvrière). Il reçoit le prix Lénine pour la paix en 1968, et ses ouvrages sont traduits et édités dans les années 1950 à 1970 dans les pays de l'Est européen. Il est lui-même membre dirigeant de l'Association France-Tchécoslovaquie. 
De plus, il publie ses dessins dans une large palette de journaux tels que  Libération, Le Figaro, L'Express, Paris-Presse-L'Intransigeant, Ici-Paris, France soir, ainsi que dans très nombreuses publications sans orientation politique. Parmi celles-ci,  Elle, Modes-et-Travaux, Point de Vue-Images du monde, Paris-Match, Le Courrier de la Nature, L'Action automobile et touristique donnent un faible aperçu de la variété de ses collaborations, sans oublier la presse humoristique à laquelle il continue de contribuer, tels L'os à moelle, Satirix, etc. 
Au total, plus de cent-vingt journaux français sont recensés, auxquels Jean Effel a livré ses dessins au cours de sa carrière, tandis qu'à l'étranger, Krokodil, Izvestia, Pravda (URSS), Weltwoche (Suisse), Harper's Bazar (États-Unis) ont publié de ses dessins.
Il s'est particulièrement attaché à populariser par le dessin un des symboles de la République : Marianne, avec son éternel bonnet phrygien rouge.  L'Administration de La Poste édite en 1983, un timbre poste Hommage à Jean Effel, qui reprend sa célèbre héroïne cachetant une lettre. C'est le premier timbre-poste français de la "série artistique" qui soit illustré par un dessin humoristique.   
Auteur de dessins publicitaires et humoristiques, illustrateur de livres mais aussi dans des journaux comme l'hebdomadaire Action, il publie des albums satiriques ou empreints d'une poésie personnelle (La Création du monde, 1951, dont les dessins ont eu un succès très large toutes tendances politiques confondues en France par leur côté bon enfant).
Jean Effel  meurt le 10 octobre 1982 à l'hôpital Laennec de Paris,, et est inhumé dans le cimetière de Vasouy à Honfleur. Son épouse Marguerite (Néel) meurt en 1996. C'est en clin d'œil à son prénom que Jean Effel fait fréquemment figurer dans ses dessins une fleur, la marguerite.
Une importante partie de son œuvre, léguée par sa femme à la SPA, a été vendue aux enchères à l'hôtel Drouot, le 19 février 1999.

## Décors au théâtre
- 1937 : L'Objet aimé de Alfred Jarry, mise en scène Sylvain Itkine, théâtre de l'Exposition universelle de 1937.
- 1938 : Protée, de Paul Claudel, joué par le Groupe Amphion, composé d'étudiants de la Sorbonne

## Publications
- Turelune le Cornepipeux, conte pour enfants, 1943, réédité par G.P. en 1975
- Ce crapaud de granit bavant du goémon. Éditions Gallimard. Paris. 1971
- Brèves rencontres. Éditions Cercle d'Art. Paris. 1974

### Illustration d'ouvrages
- Fables de La Fontaine, Jean Landru, Chamonix, 1949 ;
- Silence, on raconte !, Philippe-Jean Hesse, René Juliard, 1951 ;
- Curnonsky, Une grande datte dans ma vie, 1952 ;
- En feuilletant l'histoire de France du Front Populaire à nos jours, avec René Andrieu, Albin Michel, 1969

### Recueils politiques
- Ritournelle, NRF/Gallimard, 1938 ;
- Deuxième ritournelle, NRF/Gallimard, 1939 ;
- Jours sans Alboches, "France-Soir", 1945 ;
- Mil neuf cent...45-fillette, Edibel, 1946 ;
- Mil neuf cent...45 de fièvre, Edibel, 1946 ;
- Rassemblement de Petites Facéties, La Bibliothèque Française, 1947 ;
- Toujours occupés, éditions Cercle d'Art. Paris, 1955 ;
- De la mollarchie à l'empire mongaulle, L'Express, 1959 ;
- L'Unique, L'Express et Julliard, 1960 ;
- De la Debré à la Pompidour, Denoël, 1964 ;
- Jean Cornec " Laïcité " illustré par Jean Effel, Sudel, Paris, 1965
- De la troisième République à la seconde Restauration, Messidor/Temps actuels, 1981.

### La Création du monde
- Le diable et son train, Julliard, 1951 ;

Le roman d'Adam et Ève, Cercle d'Art, Paris. Six recueils :
- La création de l'homme , 1953 ;
- L'école paternelle , 1954 ;
- Le jardin d'Eden , 1956 ;
- Seul maître à bord , 1958 ;
- Opération Ève , 1960 ;
- La jeune première , 1961 ;

Six recueils parus au Livre de Poche :
- La Création du monde. Le ciel et la terre, 1971 ;
- La Création du monde. Les plantes et les animaux, 1972 ;
- La Création du monde. L'homme, 1973 ;
- La Création du monde. La femme, 1974 ;
- La Création du monde. Le roman d'Adam et Ève, 1974 ;
- Le petit ange, 1976 ;
- La vie amoureuse d'Adam et Ève, Julliard, 1981.

## Filmographie
- La Création du monde (1955-1957), long métrage d'animation franco-tchécoslovaque d'Eduard Hofman